# Highlight
Highlight  (кор. 하이라이트) — южнокорейский бой-бэнд, ранее известный как Beast (кор. 비스트), сформированный в 2009 году компанией Cube Entertainment. На данный момент группа состоит из четырёх участников: Юн Дуджун, Ян Ёсоб, Ли Кикван и Сон Донун.
Чан Хёнсын покинул группу в апреле 2016 года, а Ён Чунхён покинул группу в марте 2019 года. В конце 2016 года группа покинула лейбл Cube Entertainment и перешла в Around Us Entertainment и впоследствии изменила свое название на Highlight в 2017 году.
Группа дебютировала в 2009 году с мини-альбомом Beast Is the B2ST. В 2011 году они выпустили свой первый полноформатный альбом Fiction and Fact и дебютировали в Японии с синглом «Shock». Как и Beast, группа выпустила три полноформатных альбома в Корее, девять корейских мини-альбомов, два японских полноформатных альбома и множество синглов. Группа вновь дебютировала в качестве Highlight в 2017 году с мини-альбомом Can You Feel It? .
Зверь первоначально привлек внимание из-за отсутствия успеха в отрасли, с которым ранее сталкивались его члены, а средства массовой информации называли их «переработанной группой». Тем не менее, группа добилась значительного коммерческого успеха и признаний критиков и является одной из самых награжденных групп всех времен на премиях Seoul Music Awards и Melon Music Awards.

## История

### Пре-дебют
До того, как была основана группа, было множество статей про парней, так как они уже участвовали в других проектах. В преддверии дебюта вышел документальный фильм на канале MTV B2ST. В нём подробнее рассказывалось об участниках группы, их навыках и способностях.

### 2009—2010: Дебют
BEAST дебютировали 16 октября 2009 года на сцене музыкального шоу канала KBS «Music Bank» с синглом «Bad Girl». После дебюта группа выпустила свой первый мини-альбом «Beast Is the B2ST». BEAST долго не воспринимали всерьез, пока, в период промоушена «Shock», группа не выступила с оркестровой версией баллады группы Noel «Despite Holding On». После этого их признали как группу с выдающимися вокальными данными.
В январе 2010 года BEAST и, их коллеги по лейблу, 4Minute подписали контракт с лейблом Universal Music Group для осуществления международной деятельности. После подписания контракта BEAST и 4Minute отправились с промоушен на Тайвань.
BEAST установили своеобразный рекорд, они стали первыми корейскими дебютантами, кому удалось продать сингл в количестве 20,000 копий за один месяц.
В начале 2010 года, BEAST выпускают свой второй сингл «Mystery».
В марте 2010 года, через год после дебюта, у группы вышло собственное реалити-шоу под названием «MTV Beast Almighty». В 3-е эпизоде шоу участники группы исполнили желание одного из поклонников и порадовали зрителей собственноручно снятым клипом на песню «Mystery», в котором в качестве специальных гостей появляются Girls Generation и Kara.
Выход второго мини-альбома группы «Shock Of The New Era» был назначен на 2 марта 2010 года, однако релиз состоялся на день раньше — 1 марта, так как песня «Shock» просочилась в сеть и была выложена на YouTube. 

Несмотря на это, альбом занимает высокие строчки в различных чартах, и уже продано более 20000 копий. Новый жанр, который преподнесли нам BEAST, — это так называемый Rocktonik, сочетание ударных элементов с клубными ритмами. Так же весьма впечатляюще выглядит и образ группы — темная концепция, в противоположность их дебютной линии. Первым официальным синглом с альбома стала песня «Shock».
Также 1 марта вышло полное музыкальное видео на песню «Shock». В конце клипа появляется таинственная девушка и надпись «Coming up next from Cube» (Скоро от Cube). Представители компании сообщили, что она готовится к своему дебюту.

Камбэк BEAST состоялся 5 марта на KBS Music Bank. С этого выступления начался промоушен песни «Shock».

25 марта группа перевоплотилась в балладных певцов, и спела оркестровую версию баллады «Despite Holding On» (автор — Noel). Этим они привлекли к себе внимания и были признаны, как группа, которая обладает не только привлекательной внешностью, но и хорошими вокальными способностями. В этот же день BEAST получили свою первую награду на музыкальной передаче Mnet M!Countdown за песню «Shock».
14 апреля BEAST выпустили музыкальное видео на песню «Take Care Of My Girl Friend (Say No)», которое стало специальным подарком для поклонников. Участники группы сами сняли клип без помощи менеджмента или сотрудников компании. Клип снят в черно-белом цвете, является простым и фокусирует внимание на участниках, исполняющих песню.
Вторым официальным синглом с альбома стала песня «Special». Первое выступление в рамках промоушена прошло на Mnet M!Countdown 6 мая. Там же они исполнили «Easy (Sincere Version)». Завершился промоушен 16 мая выступлением на SBS Inkigayo.
16 июня 2010 года начался зарубежный промоушен группы. Первой страной, которую посетили BAEST, стали Филиппины. 19 июня они выступили на концерте «Помощь одиноким матерям» в Araneta Coliseum в Кесон-Сити под Манилой.

20 июня BEAST ненадолго вернулись в Корею, после чего 22 июня отправились в Сингапур. 24 июня они провели автографсессию в IMM Shopping Mall, а 25 июня выступили в Mediacorp Performance Hall. Кроме того, азиатская версия альбома BEAST «Shock of the New Era», которая вышла в Сингапуре, получила статус Золотого Диска.

26 июня группа прибыла в Малайзию, где провела пресс-конференцию, выступление и автографсессию.

30 июня BEAST отправились в Японию. 1 июля в Shinkiba Studio Coast в Токио прошел фестиваль «Precious Land», в котором группа приняла участие. Они окончили промоушен в Японии 4 июля.
28 сентября состоялся релиз альбома «Mastermind» в цифровом формате. Его можно было приобрести на различных музыкальных сайтах.

30 сентября альбом «Mastermind» появился в музыкальных магазинах. В этот же день вышел клип на заглавную песню «Breath».

1 октября на KBS2 Music Bank состоялось их первое выступление с песней «Breath». Во время первого выступления в рамках камбэка BEAST также исполнили танцевальное интро и песню «Mastermind».
Спустя неделю после релиза альбома, BEAST обошли 2NE1 и заняли первое место на KBS2 Music Bank. Ещё через неделю BEAST взяли награду на Mnet M!Countdown.
31 октября промоушен завершился выступлением на SBS Inkigayo.
После релиза альбома BEAST не смогли избежать сравнений с другими группами, которые вернулись с новыми альбомами в это же время.

Релиз песни «Breath» состоялся почти одновременно с релизом «Breathe» группы Miss A. Возникали предположения, что BEAST сменили название трека на «Soom» (корейское название) из-за этого совпадения. Тем не менее, представители BEAST сказали, что название «Soom» песне с самого начала дал Чун Хён.

Кроме того, многие сравнивали совершенно противоположные на тот момент стили BEAST и SHINee.
В ноябре группа выпускает свой четвёртый мини-альбом «Lights Go On Again». Треки из альбома заняли с первого по пятое место в музыкальном чарте Mnet music charts.

BEAST дебютируют в Японии, выпустив свой первый японский альбом «Beast — Japan Premium Edition»
29 декабря 2010 года вышли песни дуэтов группы. Ё Соб и Чун Хён записали хип-поп трек «Thanks To», Хён Сын и Ки Кван — R&B трек «Let It Snow», а Ду Джун и Дон Ун — балладу «When The Door Closes».
Песня «Thanks To» стала подарком для B2UTY(фан-клуба группы), показывая всю благодарность участников своим фанатам.

### 2011—2014
17 мая 2011 года вышел первый полноценный корейский альбом группы «Fiction and Fact». Трек «Biga Oneun Naren» был выпущен как сингл до релиза альбома и получил первый приз на музыкальном шоу канала KBS «Music Bank» от 27 мая 2011 года.
В начале 2012 года BEAST отправились в свой первый международный тур, который называется «Beautiful Show». Во время тура они посетили 17 городов и 12 стран, в том числе страны Азии, Европы, Северной и Южной Америки.
21 июля BEAST выпустили свой пятый мини-альбом «Midnight Sun».
Он получил 1 место на музыкальных чартов с заглавной песней «Beautiful Night». Многие могли сказать, что возвращение BEAST был успешным потому, что все остальные их песни из альбома взяли высокие места в чартах
Почти через час после выпуска их мини-альбома, клип на «Beautiful Night» был размещенный на официальном канале BEAST, на YouTube.
В качестве пред-релиза BEAST представили два сингла: 29 мая вышел трек «Will You Be Alright?» с концепт-фотографиями к нему и THEME-video; 15 июня вышел трек «I’m Sorry» (клип на который снимали 7 июня во время «B2UTY Party»).
Группа вернулась на музыкальную сцену, спустя год, со вторым полноценным альбомом «Hard To Love, How To Love». Заглавным треком альбома стала композиция «Shadow», на которую был представлен клип. 19 июля состоялся релиз альбома и клипа. Все песни написал и спродюсировал, с товарищем, продюсером Ким Тэджу, Ён Чун Хён.
Первое выступление BEAST с новым альбом прошло на сцене собственного шоу. 20 — 21 июля группа провела два сольных концерта «Beautiful Show».
После выпуска альбома Hard to Love, How to Love Ду Джун и Чун Хён выпустили свою специальную песню, «I Am A Man», бесплатно(благодарность фанатам, которые голосовали за них в чартах)
18 декабря BEAST представили четвёртый японский сингл (первый в оригинальном издании, т.е версия корейского трека).
Сингл двойной, в него вошли треки: «Sad Movie» — главная песня сингла и «Christmas Carol no Koro ni wa» — специальная песня, приуроченная к Рождеству, кавер на популярный трек 1992 года в исполнении Inagaki Junichi. Клип на «Sad Movie» представляет с собой запись с выступления группы в Японии.
С 10 апреля стартовал новое реалити-шоу с BEAST!
Агентство группы объявляло, что камбэк запланирован в конце мая, но из-за трагедии с паромом Севоль, камбэк перенесли на 16 июня.
Релиз японского альбома назначили на 28 мая. В альбом входят два трека: ADRENALINE и B.I.B ~ B2ST is Back. Однако клип на ADRENALINE вышел 20 мая на канале youtube.
10 июня вышел пред-релизный трек нового альбома No More. Над песней работали Чун Хён и Ким Теджу.

13 июня произошла утечка и весь альбом слили в интернет. В ответ Universal Music Korea предупредили о том, что они будут принимать правовые меры против людей, которые виноваты в утечке.

16 июня вышел официальный релиз 6-го мини-альбома и клип заглавного трека GOOD LUCK. Все песни нового альбома во всех девяти главных чартах Кореи захватывают высокие места, а трек «Good Luck» приносит группе статус All-kill.
19 октября вышел официальный релиз 7-го мини-альбома «Time» и клип заглавного трека «12:30»

### 2017 — настоящее время: Переименование и дебют как «Highlight»
24 февраля 2017 года, Around Us Entertainment анонсировало что члены группы теперь будут продвигаться под название 'Highlight'
2 марта 2017 года было анонсировано что группа «Highlight» дебютирует 20 марта 2017 года со своим первым мини-альбом 'Can You Feel It?'
13 марта 2017 был выпущен сингл и видеоклип «It‘s Still Beautiful» на официальном канале в YouTube.

## Участники
- Ду Джун

Юн Ду Джун родился 4 июля 1989 года в Кояне, Республика Корея. Дуджун был стажером JYP Entertainment и участвовал в документальном шоу Mnet «Горячая кровь», где была показана подготовка к дебюту групп 2AM и 2PM. Но Дуджун был исключен во время шоу. После чего он ушел в Cube Entertainment и участвовал в записи песни AJ — «Wipe the Tears» в качестве реппера.
- Чун Хён

Ён Чун Хён родился 19 декабря 1989 года в Сеуле, Республика Корея. Свою музыкальную деятельность начал в 2007 году под никмейком Poppin’ Dragon в группе Xing. Но рэпер вышел из состава до дебюта, из-за чего лейбл подал на него в суд. Чун Хён выиграл суд. Вместе с лидером снялся в клипе AJ «Wiping the Tears», где читал рэп.
- Ё Соб

Ян Ё Соб родился 5 января 1990 года в Сеуле, Республика Корея. Ёсоб начал свою деятельность со стажировки в JYP Entertainment, но ему пришлось уйти из лейбла. После он попал в агентство M Boat Entertainment (бывшая дочерняя компания YG Entertainment), где был стажером 5 лет, но и оттуда ему пришлось уйти. В Cube Entertainment первое время был на подтанцовке у AJ, который тогда дебютировал, как соло-исполнитель.
- Ки Кван

Ли Кик Ван родился 30 марта 1990 года в Кванджу, Республика Корея. Тренировался 4 года в JYP Entertainment; стал первым стажером в Cube Entertainment и дебютировал, как соло артист AJ (от никнэйма — Ace Jr.). Выпустил мини альбом — «1st Episode A New Hero». СМИ называли его «следующим Рейном». 17 июня 2009 года открывал корейский концерт Lady Gaga. Однако его сольный дебют нельзя назвать удачным, и, по словам самого Киквана, он сильно нервничал и не был достаточно готов. В августе 2009 года AJ завершил свою сольную карьеру и стал участником группы B2ST.
- Дон Ун

Сон Дон Ун родился 6 июня 1991 года в Пусане, Республика Корея. Долгое время тренировался в JYP Entertainment. Несколько раз проходил прослушивание в Cube Entertainment, пока не был принят за упорство и старание; стал последним участником, присоединившийся к группе.

## На разных шоу, ТВ передачах
- Документальное шоу B2ST/B2ST Documentary [2009]
- Идол горничная BEAST/Idol Maid BEAST [2010]
- Golden Fishery BEAST на Radio Star
- Вперед Команда Мечты — эп. 146
- Неделя Айдола/ Weekly Idol — эп. 17, 24
- Ток-шоу Привет/Hello Counselor — эп. 87, 138
- Music parody /Музыкальные пародии
- Бегущий человек/Running Man — эп. 162
- All the K-POP BEAST
- Happy Sunday — эп. 369
- E!TV ShinPD — BEAST
- Cover Dance Festival K-POP Roadshow — эп. 6
- Время BEAST/Showtime — Burning the BEAST [2014]

## Факты
- Ду Джун занял третье место на Mgoon Audition
- Чун Хён считается одним из самых ярких и харизматичных рэперов k-pop сцены
- Весной 2011 года Cube Entertainment сделали официальное заявление, что Чунхён и Гу Хара из группы KARA встречаются. В марте 2013 года пара рассталась
- У Ё Соба образ в группе: милашка, «лжэ-макнэ»
- Хён Сын дебютировав в дуэте Trouble Maker (в 2011 году) взял себе прозвище JS (Jay Stomp)
- Дон Уна дразнят фанаты из-за того, что он похож на тайца больше, чем Никкун из группы 2PM
- Ки Кван и Ё Соб около года учились в одной школе, Ahyun High School
- Ки Кван с Дон Уном знаком ещё со дней тренировок в JYP Entertainment. Они знакомы уже более 6 лет.
- 13.11.2013 BEAST пожертвовали свои вещи в помощь приютам для животных

## Награды
| Год  | Награда |
| ---- | --- |
| 2009 | - Министерство культуры, спорта и туризма: Rookie Music Award (Лучшие новички в музыкальной индустрии) - Cyworld Digital Music Awards: Rookie of the Month(Новички месяца за песню «Mystery») |
| 2010 | - 19th Seoul Music Awards: Best Newcomer Award (Лучшие новички) - Mnet M!Countdown: «Shock» — песня № 1 - Mnet 20′s Choice Awards: Smoothie King’s Cool Star Award - K-Chart на KBS 2TV Music Bank: «Breath» — песня № 1 - Mnet M!Countdown: «Breath» — песня № 1 - Asia Song Festival: Asia Influential Artist (Влиятельные артисты Азии) - 11th Korea Visual Arts Festival: Photogenic Award (Награда за фотогеничность) - Mutizen на SBS Inkigayo: «Beautiful» — песня № 1 - Golden Disk Awards 2010: Rookie Award (Новички года) |
| 2011 | - 20th Seoul Music Awards: Bonsang Award (Главная награда) - Mnet M!Countdown: «Fiction» — песня № 1 - K-Chart на KBS 2TV Music Bank: «On Rainy Days» — песня № 1 - Mnet M!Countdown: «Fiction» — песня № 1 - K-Chart на KBS 2TV Music Bank: «Fiction» — песня № 1 - Mutizen на SBS Inkigayo: «Fiction» — песня № 1 - Mnet M!Countdown: «Fiction» — песня № 1 (Triple Crown) - K-Chart на KBS 2TV Music Bank: «Fiction» — песня № 1 - Mutizen на SBS Inkigayo: «Fiction» — песня № 1 - Mnet 20′s Choice Awards: Hot Performance Star (Лучшее выступление) - Asia Song Festival: Best Asian Artist Award (Лучший азиатский артист) - Korean Daejung Culture Art Awards 2011 (Награды Министерства культуры Кореи): Popular Culture Award - Melon Music Awards 2011: Top 10 Artists (Топ 10 артистов) - Melon Music Awards 2011: Artist Of The Year (Артист года) - Mnet Asian Music Awards 2011: Best Dance Performance — Male Group (Лучший танец мужской группы) - 2011 KBS Music Festival — Song Of The Year (Песня года за «Fiction») |
| 2012 | - 26th Golden Disk Awards: Ceci K-Pop Icon Award (Награда от журнала Ceci) - 26th Golden Disk Awards: Disk Bonsang (Лучший альбом) - 26th Golden Disk Awards: MSN International Award - Asian Model Awards 2012: Popular Singer Award (Популярный исполнитель) - 21st Seoul Music Awards: Bonsang Award (Главная награда) - 1st Gaon Chart K-Pop Awards: Album of The Year Awards [2nd Quarter of 2011] (Альбом года [2-й квартал 2011 года]) - Mnet M!Countdown: «Beautiful Night» — песня № 1 - Mnet M!Countdown: «Beautiful Night» — песня № 1 - K-Chart на KBS 2TV Music Bank: «Beautiful Night» — песня № 1 - Mnet M!Countdown: «Beautiful Night» — песня № 1 (Triple Crown) - MBC Music Show Champion: «Beautiful Night» — песня № 1 - MelOn Music Awards 2012: Top 10 Artists (Топ 10 артистов) - MelOn Music Awards 2012: Netizen Popularity Award (Награда пользователей сети за песню «Midnight») - MelOn Music Awards 2012: Artist Of The Year (Артист года) |
| 2013 | - 27th Golden Disk Awards: jTBC Best Artist Award (Лучший артист по версии jTBC) - 27th Golden Disk Awards: Disk Bonsang (Лучший альбом) - MBC Music Core: «Will You Be Alright?» — песня № 1 - Mnet M!Countdown: «Shadow» — песня № 1 - MBC Music Core: «Shadow» — песня № 1 - Mutizen на SBS Inkigayo: «Shadow» — песня № 1 - MelOn Music Awards: Top 10 Artists (Топ 10 артистов) - MelOn Music Awards: Best Music Video Award (Лучшее музыкальное видео за клип «Shadow» (Режиссёр Ли ГиБэк)) |
| 2014 | - 28th Golden Disk Awards: Disk Bonsang (Лучший альбом) - 28th Golden Disk Awards: Popularity Award — Album (Награда за популярность — Альбом) - 23rd Seoul Music Awards: Bonsang Award (Главная награда) - MBC Music Core: «No More» — песня № 1 - Mnet M!Countdown: «Good Luck» — песня № 1 - K-Chart на KBS 2TV Music Bank: «Good Luck» — песня № 1 - MBC Music Core: «Good Luck» — песня № 1 - Mutizen на SBS Inkigayo: «Good Luck» — песня № 1 - MBC Music Show Champion: «Good Luck» — песня № 1 - K-Chart на KBS 2TV Music Bank: «Good Luck» — песня № 1 - MBC Music Core: «Good Luck» — песня № 1 - K-Chart на KBS 2TV Music Bank: «Good Luck» — песня № 1 (Triple Crown) - MBC Music Core: «Good Luck» — песня № 1 (Triple Crown) - Mutizen на SBS Inkigayo: «Good Luck» — песня № 1 - MBC Music Show Champion: «12:30» — песня № 1 - K-Chart на KBS 2TV Music Bank: «12:30» — песня № 1 - MBC Music Core: «12:30» — песня № 1 - SBS Inkigayo: «12:30» — песня № 1 - K-Chart на KBS 2TV Music Bank: «12:30» — песня № 1 - MBC Music Core: «12:30» — песня № 1 - SBS Inkigayo: «12:30» — песня № 1 - K-Chart на KBS 2TV Music Bank: «12:30» — песня № 1(Triple Crown) - MelOn Music Awards: Top 10 Artists (Топ 10 артистов) - MelOn Music Awards: Netizen Popularity Award(Награда пользователей сети за песню «Good Luck») |